# 1972年の映画
1972年の映画（1972ねんのえいが）では、1972年（昭和47年）の映画分野の動向についてまとめる。
1971年の映画 - 1972年の映画 - 1973年の映画

## 出来事

### 世界
- 1月
  - 米でハードコアポルノ『ディープ・スロート』（主演：リンダ・ラヴレース）が一般館上映で大ヒット、話題呼ぶ[1]。
  - フランス、映画評論家マルセル・マルタン（フランス語版）、映画雑誌『エクラン（フランス語版）』創刊[2][3]。
- 3月14日 - 米国・ニューヨーク、『ゴッド・ファーザー』（フランシス・フォード・コッポラ監督）プレミア上映[4]、その後、世界的大ヒット[2]。
- 7月26日 - MGMと20世紀フォックス、日英伊仏を除く全世界で配給機構の合併を発表[5]。
- 月日不詳
  - 喜劇王チャールズ・チャップリン、20年ぶり米国に帰国[2]。

### 日本
- 1月
  - 警視庁、上映中の日活ロマンポルノ『恋の狩人』・『牝猫の匂い』・『女学生芸者』の3本を猥褻容疑で押収[6][7]。9月9日、監督・映倫審査員ら起訴[6]（日活ロマンポルノ事件）。（1980年7月、東京高裁で全員無罪[6]。）
  - 昭和46年度全国映画館数2974館（前年比272館減）で3000館を割る、入場者数2億1675万人（前年比85.1%）、興行収入は792億8000万円（前年比96.1%）[1][8]。
  - 三和興行、ビルの再開発に伴い、東京・新宿東宝ビルに収容の4館（新宿東宝劇場、新宿スカラ座〈旧・新宿セントラル〉、新宿メトロ劇場〈旧・新東地下劇場〉、シネマ新宿）、宮城県・仙台日乃出会館に収容の3館（仙台日乃出劇場、日乃出地下劇場、日乃出五階劇場）を閉館[1]。
  - 大映第一フィルムが元の名称である「東京第一フィルム」に改称[1]。
  - 1月15日 - 東宝系に初お目見えした勝プロダクション作品『座頭市御用旅』[9] / 『子連れ狼 子を貸し腕貸しつかまつる』[10]がヒット[11]。
- 2月
  - 2月3日 - 札幌冬季オリンピック開催（13日まで）[7]。
  - 2月15日 - 海賊版防止用「シルバーグレー・カセット」規格化[1]。
- 3月
  - 成人ビデオ倫理自主規制懇談会（旧ビデ倫）設立[1]。
  - ソニー、Uマチック方式ビデオカセットレコーダー発売〔VO-1700〕[1][12]。
  - 3月4日 - 藤純子（現・富司純子）引退記念映画『関東緋桜一家』（マキノ雅弘監督、併映は『夜のならず者』[13]）封切、各劇場は正月を上回るヒット[14][1]。
  - 3月16日 - 東宝、記録映画『札幌オリンピック』の全世界配給の契約を日本オリンピック委員会と交わす[7]。国内配給は東宝、海外輸出は東宝国際[1]。
  - 3月18日 - 東映まんがまつり封切、『ながぐつ三銃士』（演出：勝間田具治）に『仮面ライダー対ショッカー』などを併映[14]。
  - 3月31日 - 日本映画産業振興協会解散[1]。
- 4月
  - 4月5日 - 日本テレビ系列『水曜ロードショー』放映開始[1]。
  - 4月8日 - ヘンリー・小谷（キャメラマン・監督、84歳）死去[15][16][1]。
- 5月
  - 月刊『ロードショー』創刊[17][18]。
  - 日活、東京・新宿日活オスカー（旧・新宿日活劇場）売却[19]。
  - 映倫、ポルノ映画に対する後退的な新基準を発表[6][注 1]。
  - 5月1日 - 松竹子会社・外国ポルノ映画専門のグローバルフィルム設立[1]。
  - 5月5日 - 東京・ニュー東宝からニュー東宝シネマ1に、また、スキヤバシ映画劇場からニュー東宝シネマ2に名称変更[7]。
  - 5月11日 - 20世紀フォックスが東和に映画配給を委託[7]。合わせて従業員のリストラを実施[1]。
  - 5月13日 - 大阪・千日デパート火災[7]。
  - 5月16日 - 東映、洋画部を新設、松竹・東急レクリエーションと提携し洋画配給業に進出[20][1]。最初は外国ポルノ映画中心、のちに洋画系上映の邦画を製作・配給[1]。スタートは7月公開の性医学映画『幸福へのカルテ』（西ドイツ）[21][22]。
  - 5月26日 - 東宝、芸苑社設立[1]。
- 6月
  - 東宝、撮影所所属の演技者契約問題解決[1]。
  - 6月24日 - 東宝、記録映画『札幌オリンピック』公開[5]。全館共通入場券の前売券を初めて実現[5]。
  - 6月30日 - 映倫、新「映画宣伝広告審査基準」を決定、翌日から実施[1]。
- 7月
  - 映画・コンサート・演劇などのエリア情報誌『ぴあ』創刊[23][24]。
  - 7月15日 - フランシス・フォード・コッポラ監督『ゴッドファーザー』を東京・テアトル東京、新宿プラザ劇場、大阪・OS劇場、阪急プラザ劇場でロードショー公開し記録的なヒットとなる[5]。
  - 7月24日 - 本年1月以来労使対立関係にあった20世紀フォックスの合理化問題、組合案を会社側が受け入れ解決[25]。
  - 7月28日 - 創立40周年記念、東宝映画創立記念行事の一環で、映画化が望まれる日本・外国の文学作品を、著名人によりあらかじめ選出された60作品の中から一般公募により決定する「あなたが選ぶ世界の恋と青春」を実施[25]。応募総数約5万通の中から審査の結果、『雪国』（川端康成）、『仮面の告白』（三島由紀夫）、『化石の森』（石原慎太郎）、『ながい坂』（山本周五郎）、『斜陽』（太宰治）が選出[25]。
- 8月
  - 日活、ロマン・ポルノで活況[6][注 2]。
  - 8月3日 - 東映動画、合理化のため希望者退職募集とロックアウトの実施（12月26日解除）[26][25]。
  - 8月4日 - 文化庁、年間10本にそれぞれ奨励金1000万円を交付する、優秀映画製作奨励金交付制度の設置を決定した[5][注 3]。
  - 8月12日 - 『新網走番外地 嵐呼ぶダンプ仁義』（降旗康男監督）[27] / 『女番長ゲリラ』（鈴木則文監督）封切[14]。
  - 8月25日 - 『女囚701号/さそり』（伊藤俊也監督） / 『まむしの兄弟 傷害恐喝十八犯』（中島貞夫監督）封切、好調な成績[14]。
- 9月
  - 9月1日 - 東映、洋画系劇場を強化するため、静岡ニュー東映、広島東映地下、福岡東映地下の各劇場を静岡東映パラス、広島東映パラス、福岡東映パラス各劇場と改称、洋画系に変更[14]。
- 10月
  - 10月6日 - 文化庁、日活ロマンポルノ『エロスの誘惑』（藤田敏八監督）を優秀映画奨励作品として受理、ポルノ映画は同制度はじまって以来初[25]。
  - 10月9日 - 東宝、青灯社設立[25]。
  - 10月22日 - 柳家金語楼（落語家・喜劇役者、71歳）死去[15][28][5]。
- 11月
  - 11月1日 - 東映、外国映画輸入配給協会（外配協）に加入[25]。
  - 11月2日
    - 松竹、多角経営（不動産事業）の積極化、東劇（東京劇場）の再開発を合わせて発表[25]。
    - 名古屋・エンゼルビル竣工[25]。同ビル内にエンゼル東宝、名古屋東宝ボウル、それぞれ開場[25]。

  - 11月13日 - 女優・岡田嘉子、34年ぶりに帰国[29][30][注 4]。
  - 11月15日 - 東宝、創立40周年記念パーティーを東京會舘で挙行[31]。
  - 11月18日 - 「ビバ!チャップリン」シリーズの第1弾、有楽座の『モダン・タイムス』が大成功[25]。以後1976年2月14日公開の第9弾『ニューヨークの王様』までリバイバル連続上映[25]。東和の「ビバ!チャップリン」シリーズの成功により、『風と共に去りぬ』、『戦場にかける橋』、『キートンのセブン・チャンス』（フランス映画社の「ハロー!キートン」シリーズの第1弾[32]）など翌年にかけて第3次リバイバルブームが到来[25]。
- 12月
  - 山田洋次監督が菊池寛賞受賞[6]。

## 周年
- 創立40周年
  - 東宝 - 創立40周年記念作『忍ぶ川』（俳優座提携）、『札幌オリンピック』（ニュース映画製作者連盟）、 『新座頭市物語・折れた杖』（勝プロ）、『子連れ狼 死に風に向う乳母車』（勝プロ）、『海軍特別年少兵』（東宝映画）など[33][注 5]。

## 日本の映画興行
- 入場料金（大人） 
  - 700円[35]
  - 800円（邦画封切館）[36]
  - 映画館・映画別
    - 600円（松竹、正月映画『男はつらいよ 寅次郎恋歌』）[37]
    - 600円（松竹、8月公開『男はつらいよ 柴又慕情』）[38]
    - 700円（有楽座、正月映画『屋根の上のバイオリン弾き』）[39]
    - 600円（丸の内ピカデリー、正月映画『オメガマン・地球最後の男』）[40]
    - 600円（渋谷パンテオン、正月映画『華麗なる大泥棒』）[41]

  - 427円（統計局『小売物価統計調査（動向編） 調査結果』[42] 銘柄符号 9341「映画観覧料」）[43]
- 入場者数 1億8739万人[8] - 映画人口が2億人割れ[44]。
- 興行収入 769億7100万円[8]

| 配給会社 | 配給本数 | 配給本数 | 配給本数 | 年間配給収入 (単位：百万円) | 概要 |
| 配給会社 | 新作     | 再映     | 洋画     | 前年対比                    | 概要 |
| -------- | -------- | -------- | -------- | --------------------------- | --- |
| 松竹     | 48       | 48       | 48       | 2,885                       | 製作本数を極端に減らしたことで、製作・配給面で十数年ぶりに黒字になった。前年1971年の『ある愛の詩』や『エルビス・オン・ステージ』のような大ヒット作はなかったが、正月の『男はつらいよ 寅次郎恋歌』、8月の『男はつらいよ 柴又慕情』、東映から借りた加藤泰監督の『人生劇場』の3番組が記録的大ヒット、そして、リバイバルの「男はつらいよ」シリーズも好稼動。松竹は「男はつらいよ」を4 - 6週間というロングで上映する修正ブロックブッキング体制だが、懸念材料は「男はつらいよ」シリーズ以外にレパートリーがないこと。意欲作『あゝ声なき友』（今井正監督）、『故郷』（山田洋次監督）/『旅の重さ』（斎藤耕一監督）は不発。東京劇場を改築し総合ビルに衣替えすることも話題となった。 |
| 松竹     | 29       | 15       | 4        | 123.4%                      | 製作本数を極端に減らしたことで、製作・配給面で十数年ぶりに黒字になった。前年1971年の『ある愛の詩』や『エルビス・オン・ステージ』のような大ヒット作はなかったが、正月の『男はつらいよ 寅次郎恋歌』、8月の『男はつらいよ 柴又慕情』、東映から借りた加藤泰監督の『人生劇場』の3番組が記録的大ヒット、そして、リバイバルの「男はつらいよ」シリーズも好稼動。松竹は「男はつらいよ」を4 - 6週間というロングで上映する修正ブロックブッキング体制だが、懸念材料は「男はつらいよ」シリーズ以外にレパートリーがないこと。意欲作『あゝ声なき友』（今井正監督）、『故郷』（山田洋次監督）/『旅の重さ』（斎藤耕一監督）は不発。東京劇場を改築し総合ビルに衣替えすることも話題となった。 |
| 東宝     | 51       | 51       | 51       | 3,096                       | 自社製作映画がすべて失敗したが、勝プロなどの外部プロとの提携作品がアベレージ以上だったため、まずまずの成績に収まった。製作部門を切り離したが成果は上がらず、東宝の苦しさを露呈している。監督との再契約問題や外部監督起用問題でトラブルも発生。収入源は不動産に依るところが大きく、将来の東宝は単なる不動産会社になるのではと要らぬ心配も。 |
| 東宝     | 46       | 5        | -        | 100.3%                      | 自社製作映画がすべて失敗したが、勝プロなどの外部プロとの提携作品がアベレージ以上だったため、まずまずの成績に収まった。製作部門を切り離したが成果は上がらず、東宝の苦しさを露呈している。監督との再契約問題や外部監督起用問題でトラブルも発生。収入源は不動産に依るところが大きく、将来の東宝は単なる不動産会社になるのではと要らぬ心配も。 |
| 東映     | 68       | 68       | 68       | 6,212                       | 東宝・松竹を大きく引き離してのナンバーワン。3月に東映の切り札スターだった藤純子が引退したが、後任探しに苦労している。その中で日活から移籍した梶芽衣子主演『女囚701号/さそり』は成功し、新しいシリーズが誕生。高倉健との間で再契約問題があるため、高倉主演作が少なくなり、鶴田浩二作品は興行力が落ちているので、鶴田主演作も減少。 |
| 東映     | 62       | 6        | -        | 104.0%                      | 東宝・松竹を大きく引き離してのナンバーワン。3月に東映の切り札スターだった藤純子が引退したが、後任探しに苦労している。その中で日活から移籍した梶芽衣子主演『女囚701号/さそり』は成功し、新しいシリーズが誕生。高倉健との間で再契約問題があるため、高倉主演作が少なくなり、鶴田浩二作品は興行力が落ちているので、鶴田主演作も減少。 |
| 日活     | 72       | 72       | 72       | 1,500                       | 1年を経過した低予算のロマンポルノは、1月の日活ロマンポルノ事件で世論があおられ、興行成績も尻上がり。映画賞でベストテン入りするような内容の作品も出てきたことで、1972年の学園祭で大モテとなった。しかし、日活の累積赤字が巨額なため、不動産売却益などで、どうにか経営を維持している状態。 |
| 日活     | 71       | 1        | -        | 428.6%                      | 1年を経過した低予算のロマンポルノは、1月の日活ロマンポルノ事件で世論があおられ、興行成績も尻上がり。映画賞でベストテン入りするような内容の作品も出てきたことで、1972年の学園祭で大モテとなった。しかし、日活の累積赤字が巨額なため、不動産売却益などで、どうにか経営を維持している状態。 |

年間配給収入の出典: 東宝 編『東宝75年のあゆみ 1932 - 2007 資料編』（PDF）東宝、2010年4月、48頁。
上記以外の出典:「1972年度日本映画/外国映画業界総決算」『キネマ旬報』1973年（昭和48年）2月決算特別号、キネマ旬報社、1973年、90 - 95頁。

## 各国ランキング

### 日本配給収入ランキング
日本映画は正確な数字が発表されていない。以下、邦画配給会社別の好稼働番組を挙げる。
- 松竹
  - 男はつらいよ 寅次郎恋歌 / 春だドリフだ!全員集合!!
  - 人生劇場
  - 男はつらいよ 柴又慕情 / 祭りだお化けだ!全員集合!!
- 東宝
  - 座頭市御用旅
  - 子連れ狼 子を貸し腕貸しつかまつる
  - 東宝チャンピオンまつり
  - 新兵隊やくざ 火線
  - 子連れ狼 三途の川の乳母車
  - 忍ぶ川 / 白鳥の歌なんか聞こえない
  - 札幌オリンピック
- 東映
  - 純子引退記念映画 関東緋桜一家
  - 新網走番外地 吹雪の大脱走
  - ながぐつ三銃士
  - 新網走番外地 嵐呼ぶダンプ仁義
  - 女囚701号/さそり
- 日活
  - 八月はエロスの匂い
  - エロスの誘惑[44]

| 順位 | 題名                          | 製作国                                     | 配給                       | 興行収入    |
| ---- | ----------------------------- | ------------------------------------------ | -------------------------- | ----------- |
| 1    | ゴッドファーザー              | アメリカ合衆国の旗                         | パラマウント映画/CIC       | 3億6651万円 |
| 2    | 007/ダイヤモンドは永遠に      | イギリスの旗 · アメリカ合衆国の旗          | ユナイテッド・アーティスツ | 3億0900万円 |
| 3    | 屋根の上のバイオリン弾き      | アメリカ合衆国の旗                         | ユナイテッド・アーティスツ | 2億1922万円 |
| 4    | 風と共に去りぬ （リバイバル） | アメリカ合衆国の旗                         | ＭＧＭ                     | 1億9962万円 |
| 5    | レッド・サン                  | フランスの旗 · イタリアの旗 · スペインの旗 | 東和                       | 1億9572万円 |
| 6    | ひきしお                      | フランスの旗 · イタリアの旗                | ヘラルド                   | 1億1397万円 |

出典:『キネマ旬報ベスト・テン85回全史 1924-2011』キネマ旬報社〈キネマ旬報ムック〉、2012年5月、302頁。ISBN 978-4873767550。

### 北米興行収入ランキング
| 順位 | 題名                       | スタジオ                     | 興行収入     | 出典   |
| ---- | -------------------------- | ---------------------------- | ------------ | ------ |
| 1.   | ゴッドファーザー           | パラマウント映画             | $133,698,921 | [ 46 ] |
| 2.   | ポセイドン・アドベンチャー | 20世紀フォックス             | $93,300,000  | [ 47 ] |
| 3.   | おかしなおかしな大追跡     | ワーナー・ブラザース         | $66,000,000  | [ 48 ] |
| 4.   | グリーンドア               | Mitchell Brothers Film Group | $50,000,000  | [ 49 ] |
| 5.   | 脱出                       | ワーナー・ブラザース         | $46,122,355  | [ 50 ] |
| 6.   | 大いなる勇者               | ワーナー・ブラザース         | $44,693,786  | [ 51 ] |
| 8.   | キャバレー                 | アライド・アーティスツ       | $42,765,000  | [ 52 ] |
| 9.   | ゲッタウェイ               | National General Pictures    | $36,734,619  | [ 53 ] |
| 10.  | Fritz the Cat              | Cinemation Industries        | $25,000,000  | [ 54 ] |

## 日本公開映画
1972年の日本公開映画を参照。

## 受賞
- 第45回アカデミー賞
  - 作品賞 - 『ゴッドファーザー』
  - 監督賞 - ボブ・フォッシー （『キャバレー』）
  - 主演男優賞 - マーロン・ブランド（『ゴッドファーザー』）
  - 主演女優賞 - ライザ・ミネリ（『キャバレー』）

- 第30回ゴールデングローブ賞
  - 作品賞 (ドラマ部門) - 『ゴッドファーザー』
  - 主演女優賞 (ドラマ部門) - リヴ・ウルマン（『叫びとささやき』）
  - 主演男優賞 (ドラマ部門) - マーロン・ブランド（『ゴッド・ファーザー』）
  - 作品賞 (ミュージカル・コメディ部門) - 『キャバレー 』
  - 主演女優賞 (ミュージカル・コメディ部門) - ライザ・ミネリ（『キャバレー』）
  - 主演男優賞 (ミュージカル・コメディ部門) - ジャック・レモン（『お熱い夜をあなたに』）
  - 監督賞 - フランシス・フォード・コッポラ（『ゴッドファーザー』）

- 第38回ニューヨーク映画批評家協会賞 - 『叫びとささやき』

- 第25回カンヌ国際映画祭
  - グランプリ - 『黒い砂漠』（フランチェスコ・ロージ）、『労働者階級は天国に入る』（エリオ・ペトリ）
  - 監督賞 - ミクロシュ・ヤンチョー（『MEG KER A NE』）
  - 男優賞 - ジャン・ヤンヌ（『NOUS Nee VIEILLIRONS PAS ENSEMBLE』）
  - 女優賞 - スザンナ・ヨーク（『ロバート・アルトマンのイメージズ』）

- 第33回ヴェネツィア国際映画祭
  - 金獅子賞 - 受賞作なし

- 第22回ベルリン国際映画祭
  - 金熊賞 - 『カンタベリー物語』 (ピエル・パオロ・パゾリーニ)

- 第46回キネマ旬報ベスト・テン
  - 外国映画第1位 - 『ラスト・ショー』
  - 日本映画第1位 - 『忍ぶ川』

- 第27回毎日映画コンクール
  - 日本映画大賞 - 『忍ぶ川』

- 第27回文化庁芸術祭大賞
  - 映画部門（日本記録映画） - 『明治の洋風建築』[55]
  - 映画部門（外国映画） - 『ジョニーは戦場へ行った』[56][57]

## 誕生

### 1月
- 1月1日 - キャサリン・マッコーマック、イギリスの女優
- 1月22日 - 朴璐美、日本の声優

### 2月
- 2月16日 - 西田尚美、日本の女優
- 2月19日 - 大森南朋、日本の男優

### 3月
- 3月6日 - 大森美香、日本の脚本家・映画監督
- 3月19日 - 稲森いずみ、日本の女優
- 3月29日 - 諏訪部順一、日本の声優
- 3月31日 - アレハンドロ・アメナバル、スペインの映画監督

### 4月
- 4月5日 - 竹内順子、日本の声優
- 4月7日 - 葛山信吾、日本の男優
- 4月30日 - 常盤貴子、日本の女優

### 5月
- 5月2日 - ザ・ロック、アメリカ合衆国のプロレスラー・男優
- 5月9日 - 小高恵美、日本の女優
- 5月25日 - 石田ひかり、日本の女優
- 5月28日 - キアラ・マストロヤンニ、フランスの女優
- 5月30日 - 保志総一朗、日本の声優

### 6月
- 6月19日 - ロビン・タニー、アメリカ合衆国の女優

### 7月
- 7月8日 - 谷原章介、日本の男優
- 7月19日 - 藤木直人、日本の男優

### 8月
- 8月11日 - 喜多嶋舞、日本の女優
- 8月12日 - レベッカ・ゲイハート、アメリカ合衆国の俳優
- 8月18日 - 中居正広、日本の元アイドル（元SMAP）・男優
- 8月29日 - ペ・ヨンジュン、韓国の男優
- 8月30日 - キャメロン・ディアス、アメリカ合衆国の女優
- 8月31日 - クリス・タッカー、アメリカ合衆国の男優

### 9月
- 9月8日 - 関智一、日本の声優
- 9月14日 - 中村獅童 (2代目)、日本の歌舞伎役者・男優
- 9月20日 - 鈴木砂羽、日本の女優
- 9月28日 - グウィネス・パルトロー、アメリカ合衆国の女優

### 10月
- 10月3日 - 真木蔵人、日本の俳優
- 10月17日 - エミネム、アメリカ合衆国のヒップホップMC・男優
- 10月21日 - 森田成一、日本の声優

### 11月
- 11月13日 - 木村拓哉、日本の元アイドル（元SMAP）・男優
- 11月28日 - 松雪泰子、日本の女優

### 12月
- 12月3日 - 高岡早紀、日本の女優
- 12月4日 - 宮村優子、日本の声優
- 12月18日 - 武田真治、日本の男優・ミュージシャン
- 12月28日 - 寺島しのぶ、日本の女優
- 12月29日 - ジュード・ロウ、イギリスの男優

## 死去
| 日付 | 日付 | 名前                       | 国籍               | 年齢 | 職業       |
| 1月  | 1日  | モーリス・シュヴァリエ     | フランスの旗       | 83   | 俳優       |
| 2月  | 7日  | ウォルター・ラング         | アメリカ合衆国の旗 | 75   | 映画監督   |
| 3月  | 22日 | 霧立のぼる                 | 日本の旗           | 55   | 女優       |
| 3月  | 26日 | 森川信                     | 日本の旗           | 60   | 俳優       |
| 4月  | 5日  | ブライアン・ドンレヴィ     | アメリカ合衆国の旗 | 83   | 俳優       |
| 4月  | 8日  | ヘンリー・小谷             | 日本の旗           | 84   | 映画監督   |
| 4月  | 25日 | ジョージ・サンダース       | イギリスの旗       | 65   | 俳優       |
| 4月  | 29日 | 伊志井寛                   | 日本の旗           | 71   | 俳優       |
| 5月  | 3日  | ブルース・キャボット       | アメリカ合衆国の旗 | 68   | 俳優       |
| 5月  | 22日 | マーガレット・ラザフォード | イギリスの旗       | 80   | 女優       |
| 5月  | 26日 | 薄田研二                   | 日本の旗           | 73   | 俳優       |
| 7月  | 3日  | ハル・ウォーカー           | アメリカ合衆国の旗 | 76   | 映画監督   |
| 8月  | 29日 | ララ・アンデルセン         | ドイツの旗         | 67   | 歌手・女優 |
| 9月  | 12日 | 永田靖                     | 日本の旗           | 64   | 俳優       |
| 10月 | 9日  | ミリアム・ホプキンス       | アメリカ合衆国の旗 | 69   | 女優       |
| 10月 | 16日 | レオ・G・キャロル          | イギリスの旗       | 85   | 俳優       |
| 11月 | 3日  | 上田吉二郎                 | 日本の旗           | 68   | 俳優       |
| 12月 | 8日  | ウィリアム・ディターレ     | ドイツの旗         | 79   | 映画監督   |
| 12月 | 20日 | 清水元                     | 日本の旗           | 65   | 俳優       |
| 12月 | 26日 | 飯田蝶子                   | 日本の旗           | 75   | 女優       |